# آرندل پارک، نیو ساوت ولز
آرندل پارک (به انگلیسی: Arndell Park) یک حومه شهر در استرالیا است که در نیو ساوت ولز واقع شده‌است.